# Neochactas delicatus
Espèce
Synonymes
- Chactas delicatus Karsch, 1879
- Chactas opacus Karsch, 1894
- Broteas panamensis Thorell, 1894

Neochactas delicatus est une espèce de scorpions de la famille des Chactidae.

## Distribution
Cette espèce se rencontre au Guyana, en Guyane et au Brésil en Amapá. Sa présence est incertaine en Colombie et au Panama.

## Systématique et taxinomie
Cette espèce a été décrite sous le protonyme Chactas delicatus par Karsch en 1879. Elle est placée dans le genre Broteochactas par Pocock en 1893 puis dans le genre Neochactas par Soleglad et Fet en 2003.

## Publication originale
- Karsch, 1879 : Scorpionologische Beiträge. Part II. Mittheilungen des Münchener Entomologischen Vereins, vol. 3, p. 97-136 (texte intégral).